# Wünschelburger Sandstein
Der Wünschelburger Sandstein, auch Albendorfer Sandstein (polnisch Piaskowiec Radków), ist ein Sandstein, der in Polen bei Radków (Wünschelburg) und Wambierzyce (Albendorf) abgebaut wird. Es handelt sich um einen bauhistorisch bedeutenden und überregional verbreiteten Sandstein. Er entstand in der Oberen Kreide (Mittelturon).

## Vorkommen
Während der Kreidezeit vor 130 bis 65 Millionen Jahren wurden durch Wasser und Wind Sande unterschiedlicher Korngrößen in die Innersudetische Senke transportiert, die Schicht für Schicht sedimentierten. In den Porenraum flossen kieselsäurehaltige Lösungen ein. Kieselsäure und auflagernde Sedimente verfestigten die Sande zu Sandstein. Die jüngeren Sedimente verwitterten und legten die Sandsteine im Heuscheuergebirge oberflächennah frei.

## Gesteinsbeschreibung
Der Wünschelburger Sandstein ist ein schwach kieselig gebundener mittel- bis feinkörniger Sandstein. Es gibt drei Sandstein-Typen: Hellgelblich-grau (teilweise leicht rötlich mit bis zu 4 mm großen Quarzkörnern), Gelblichweiß (fein gebändert) und Grauweiß (mit 8 mm großen Quarzkörnern). Die unterschiedlichen Farben dieses Gesteins entstanden durch unterschiedliche Eisenoxidgehalte. Der Quarzanteil beträgt 89,5 %. Sein Gehalt am Feldspäten und Glimmer ist gering. Die Schichtung dieses Gesteins ist wenig ausgeprägt und sein Korngefüge zeichnet sich durch einen geringen Porenraum aus.

## Verwendung
Für einen Abbau im 13. Jahrhundert gibt es die frühesten Hinweise, welche sich auf den Bau des Klosters Grüssau beziehen. Die Sandsteingewinnung erstreckte sich jedoch über längere Zeit auf die Nutzung von natürlichen Sturzblöcken an den Hängen des Heuscheuergebirges. Nachdem die Grafschaft Glatz, zu der Wünschelburg gehörte, zusammen mit Schlesien durch Friedrich II. erobert wurde, gerieten die Sandsteine in das Blickfeld preußischer Baumeister, da der König 1756 eine Bestandsaufnahme von Bau- und Rohstoffen veranlasste. Bereits im Jahre 1763 sind Lieferungen des Wünschelburger Sandsteins nach Potsdam für das Communs vom Neuen Palais nachgewiesen. Im 19. Jahrhundert nahm die Nachfrage für schlesische Sandsteine in Preußen zu. Dadurch gewannen die Steinbrüche und Steinbruchsreviere an Bedeutung. Zu dieser Entwicklung trugen die Königlichen Hof-Steinmetzmeister Zeidler und Wimmel sowie der Betrieb Schilling maßgeblich bei.
Heute wird der Wünschelburger Sandstein für Restaurierungen und Neubauten verwendet, im Neubauwesen insbesondere für Fassadenbekleidungen, Bodenbeläge, Abdeckplatten und Werksteine. In diesem Natursteinvorkommen können große Blöcke gewonnen werden. Dieser Sandstein ist frostfest. Der in den Steinbrüchen gewonnene feinkörnige Sandstein-Typ eignet sich für Bildhauerarbeiten, die anderen für Werksteinarbeiten. 
Im heutigen Polen sind die Schlösser in Lublin und Brzeg, das Warschauer Königsschloss, das Wawelschloss in Krakau, Bulwary an der Weichsel, der Bischofsplatz und die Dorotheenkirche in Breslau und die Wallfahrtsbasilika in Albendorf aus diesem Gestein erbaut worden. In Deutschland fand dieser Sandstein vor allem in Berlin Verwendung, beispielsweise am Reichstagsgebäude, Schauspielhaus, Reichsbank, Französischen Dom, Rathaus Charlottenburg, Kaiserliches Patentamt und Rathaus Schöneberg. Ferner wurden das Hamburger Rathaus und der historische Hauptbahnhof Köln aus Wünschelburger Sandstein erbaut.

## Bauten aus Wünschelburger Sandstein

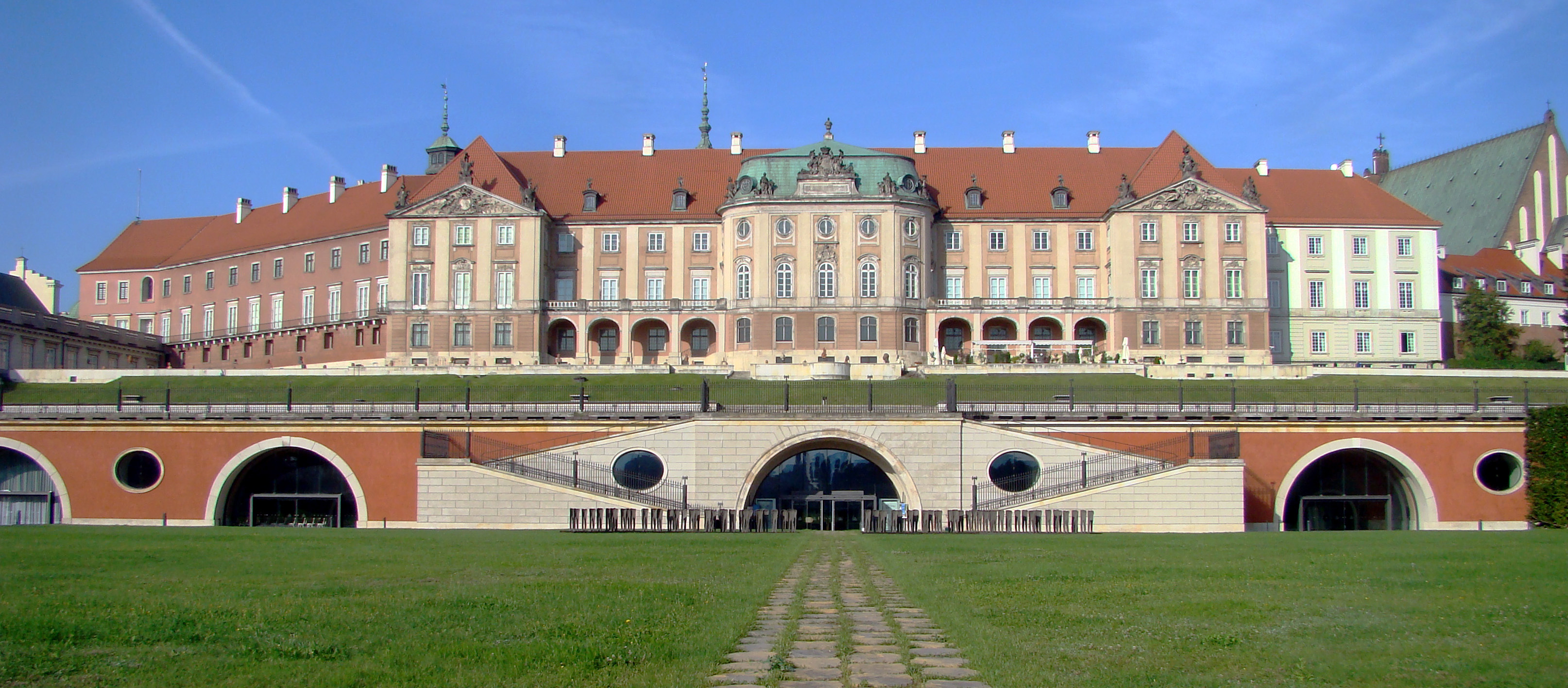
Königsschloss in Warschau
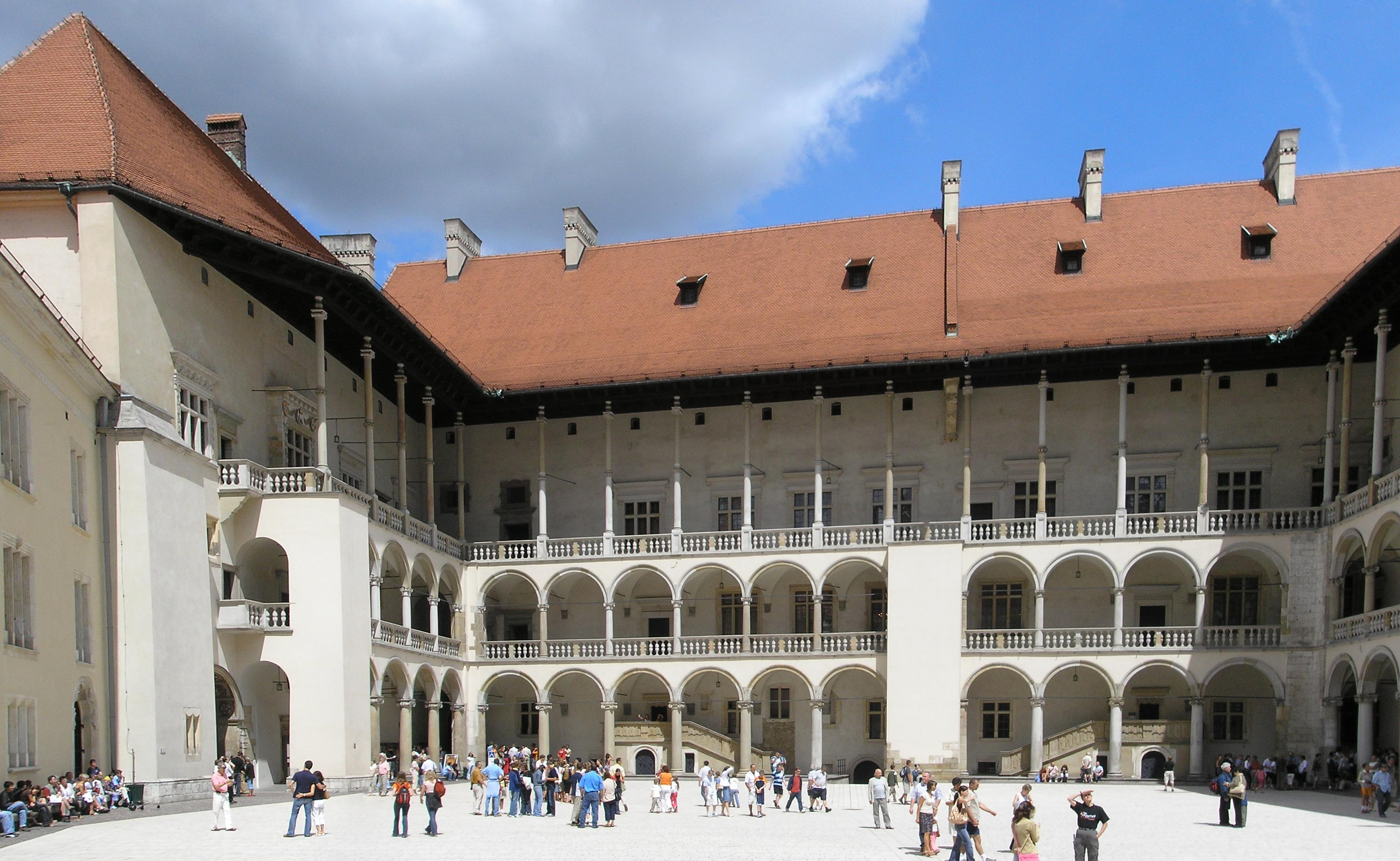
Arkadenhof des Wawelschlosses in Krakau
Französischer Dom in Berlin
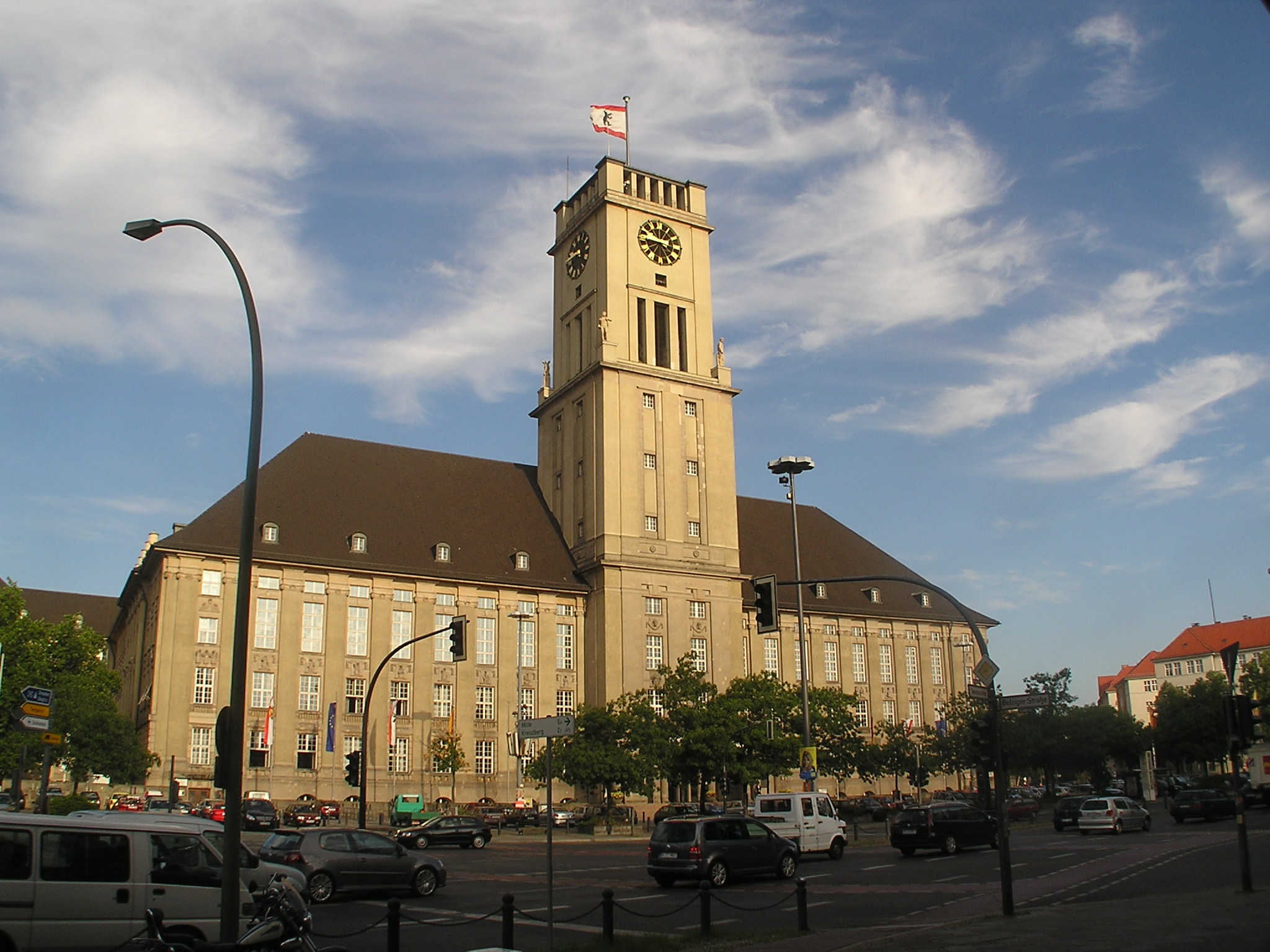
Rathaus Schöneberg in Berlin
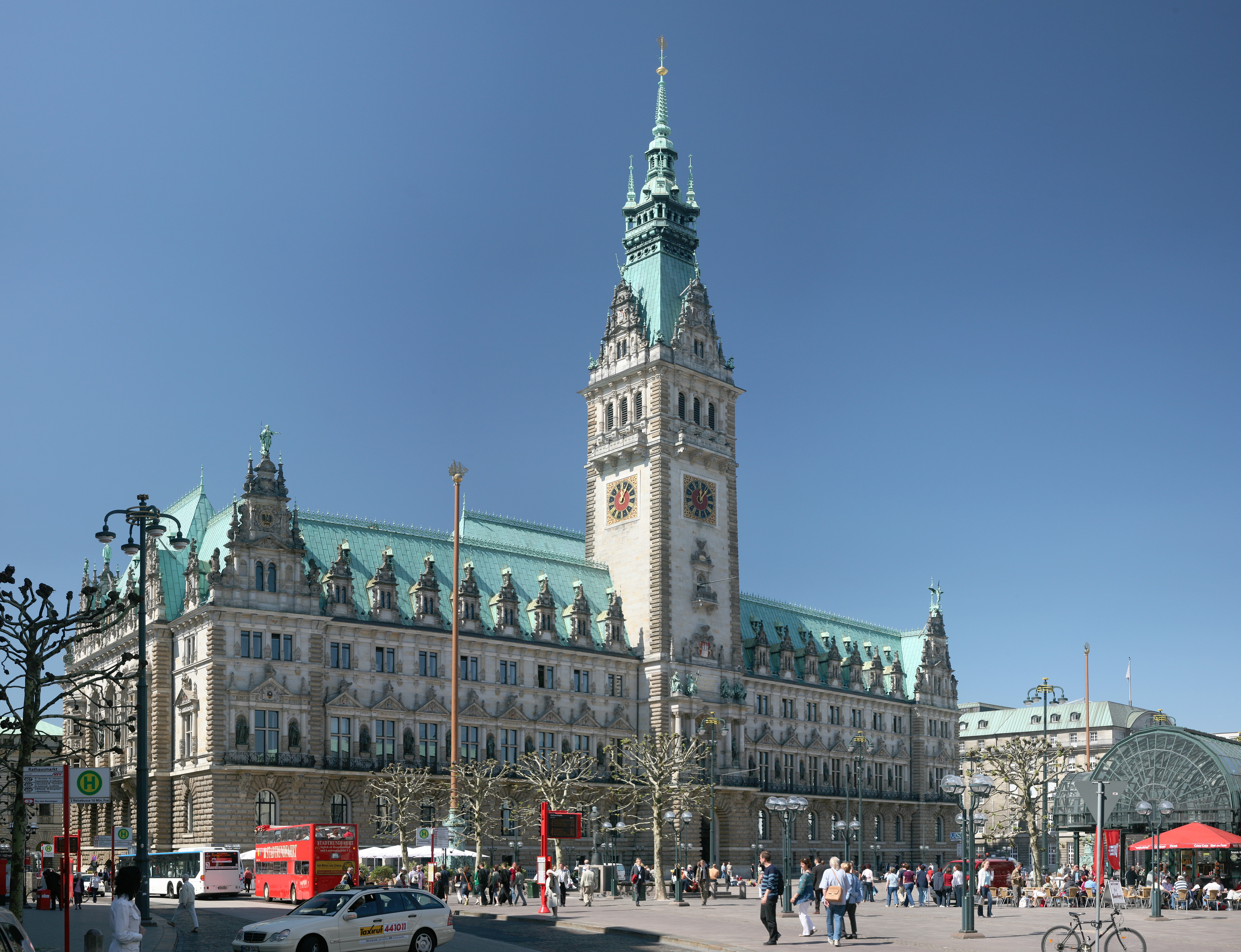
Hamburger Rathaus
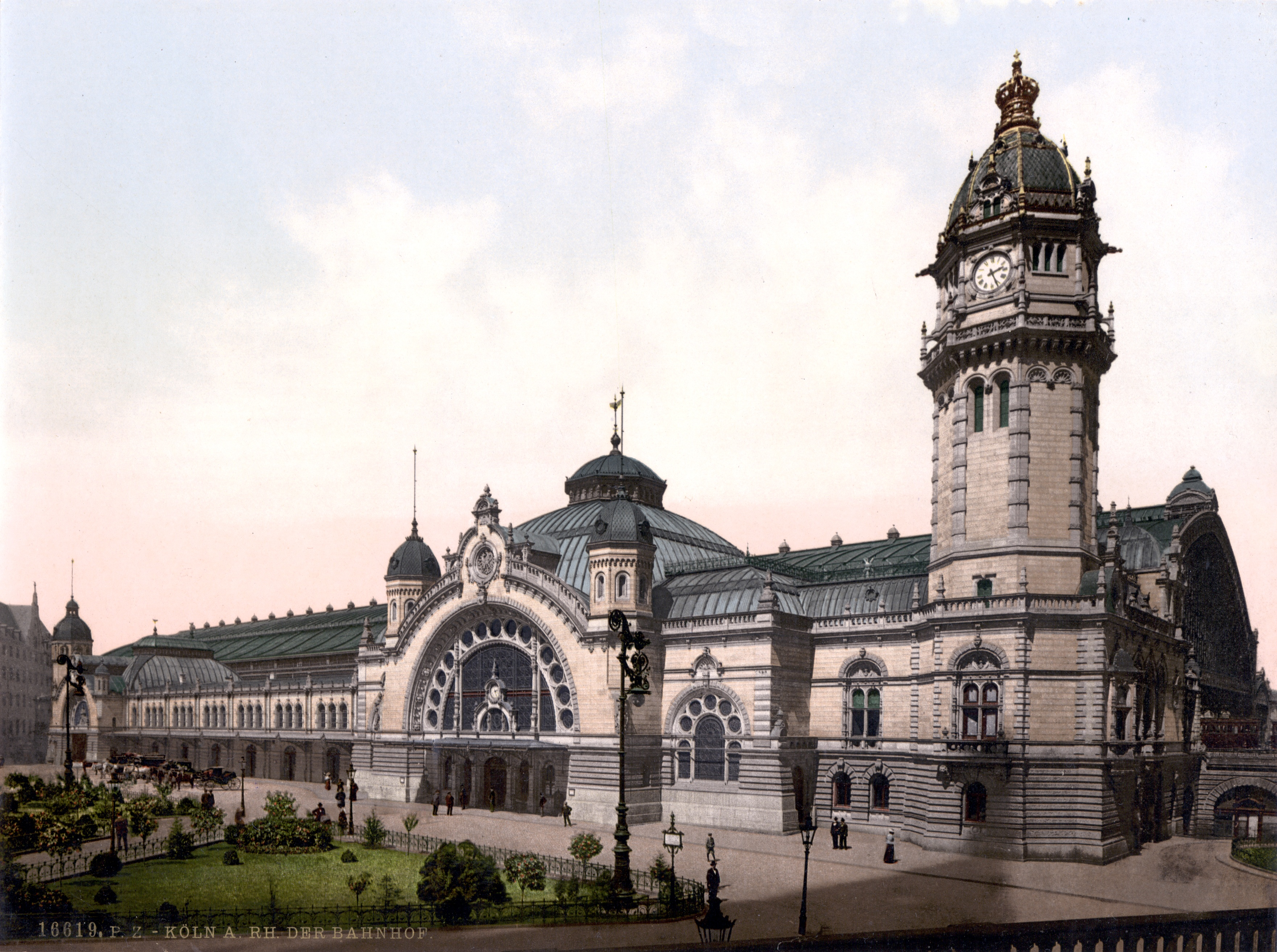
Kölner Hauptbahnhof (um 1900)